# Thomas Aeschi

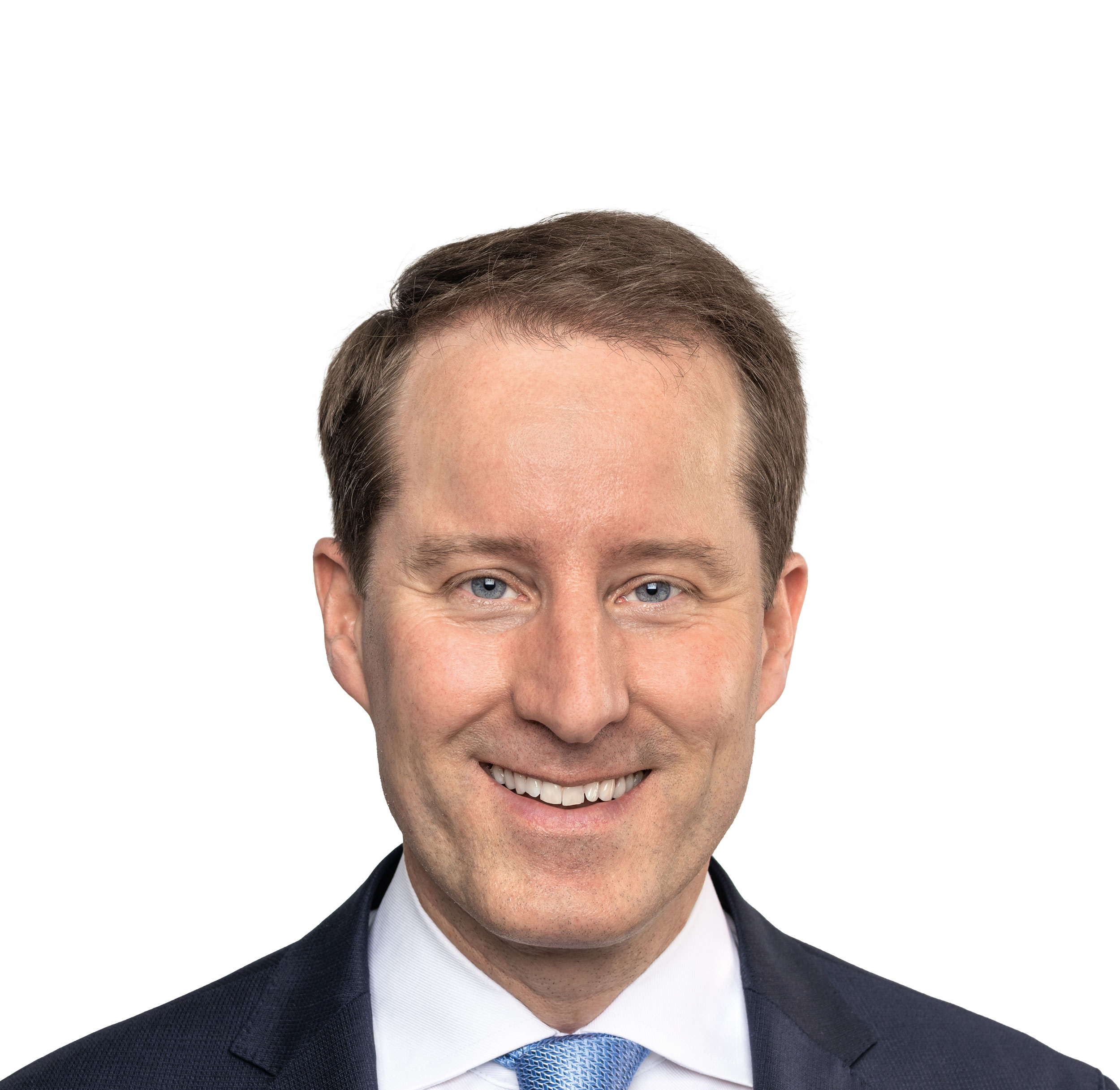
Thomas Aeschi (2023)

Thomas Aeschi (* 13. Januar 1979 in Zug; heimatberechtigt in Baar, Himmelried und Basel) ist ein Schweizer Politiker (SVP).

## Biografie
Aeschi wuchs als ältester von drei Söhnen im Dorf Allenwinden in der Gemeinde Baar auf. Er besuchte ab 1991 die Kantonsschule Zug und absolvierte 1995/96 ein Austauschjahr an der Lisle Senior High School in Chicago. 1998 erlangte er die Maturität Typus B. Im selben Jahr begann er ein Studium der Wirtschaftswissenschaften an der Universität St. Gallen (mit Auslandssemestern in Malaysia und Israel), das er 2002 mit dem Lizenziat abschloss.
Von 2004 bis 2006 arbeitete Aeschi im Bereich Fusionen und Akquisitionen für die Grossbank Credit Suisse. Von 2006 bis 2008 absolvierte er ein Studium an der John F. Kennedy School of Government, das er mit einem Master of Public Administration (MPA) abschloss. Er arbeitete von 2008 bis 2020 als Unternehmensberater für die internationale Strategieberatungsfirma Strategy& (PwC Schweiz) mit Schwerpunkt Finanzplatz- und Branchenregulierungsfragen. Aeschi ist Geschäftsführer der Aeschi & Company GmbH in Baar und arbeitet seit 2020 als selbständiger Wirtschafts- und Unternehmensberater. Seit 2020 ist er Verwaltungsrat der Helvetischen Bank in Zürich.
Aeschi ist mit Valeria Geissbühler (* 1991), SVP-Gemeinderätin in Schübelbach, verheiratet und hat eine Tochter. In der Schweizer Armee bekleidete Aeschi den Rang eines Oberleutnants.

## Politik
Aeschi war von 2015 bis 2021 Präsident der SVP Kanton Zug, zuvor war er von 2011 bis 2015 Vizepräsident. Von 2009 bis 2015 war er Präsident der SVP Baar. Von 2010 bis 2012 gehörte er dem Kantonsrat an. Bei den Nationalratswahlen 2011 wurde Aeschi in den Nationalrat gewählt. Im November 2015 nominierte ihn die SVP-Fraktion der Bundesversammlung als offiziellen Kandidaten für die Bundesratswahlen 2015 in Nachfolge von Bundesrätin Eveline Widmer-Schlumpf, gewählt wurde Guy Parmelin. Seit 2016 ist Aeschi Mitglied des Parteileitungsausschusses der SVP Schweiz. Im November 2017 wurde er zum Fraktionspräsidenten der SVP gewählt.
Am 12. Juni 2024 war Aeschi zusammen mit seinem Parteikollegen Michael Graber in eine körperliche Auseinandersetzung auf der Haupttreppe im Bundeshaus mit dem Sicherheitsdienst involviert. Der Vorfall ereignete sich beim Besuch des ukrainischen Parlamentspräsidenten Ruslan Stefantschuk. Das Verhalten der beiden Politiker wurde in diesem Zusammenhang medial breitflächig und meist scharf kritisiert. Aufgrund einer bei ihr eingegangenen Strafanzeige reichte die Bundesanwaltschaft im September 2024 wegen des Verdachts auf Hinderung einer Amtshandlung ein Gesuch um Prüfung der Aufhebung ihrer Immunität ein. Die Aufhebung wurde durch die zuständigen Parlamentskommissionen abgelehnt, eine Strafverfolgung ist somit nicht möglich.